# 馬爾基夫卡 (捷普利克區)
48°43′10″N 29°41′20″E / 48.71944°N 29.68889°E
馬爾基夫卡（烏克蘭語：Марківка），是烏克蘭的村落，位於該國西南部文尼察州，由海辛區負責管轄，始建於1750年，面積0.14平方公里，海拔高度219米，2001年人口476。